# Şükran Ovalı
Şükran Pınar Ovalı (* 1. April 1985 in Izmir) ist eine türkische Schauspielerin.

## Leben und Karriere
Ovalı wurde am 1. April 1985 in Izmir geboren. Sie studierte am Müjdat Gezen Art Center. Ihr Debüt gab sie 2006 in der Fernsehserie Sırlar Dünyası. Im selben Jahr war sie in dem Film Pars: Kiraz Operasyonu zu sehen. Ihren Durchbruch hatte sie in der Serie Bez Bebek. Anschließend bekam Ovalı 2012 in Kötü Yol die Hauptrolle. Unter anderem wurde sie für die Serie Ekşi Elmalar gecastet. Von 2014 bis 2015 trat sie in der Serie Şeref Meselesi auf. 2022 spielte Ovalı in dem Film Kal die Hauptrolle.

## Filmografie (Auswahl)
Filme
- 2006: Pars: Kiraz Operasyonu
- 2009: Ev
- 2011: Nar
- 2015: Yeni Dünya
- 2016: Şeytan Tüyü
- 2016: Ekşi Elmalar
- 2017: Poyraz Karayel: Küresel Sermaye
- 2022: Hazine
- 2022: Kal
- 2025: Another You

Serien
- 2006: Ezo Gelin
- 2009: Kahramanlar
- 2009: Bir Bulut Olsam
- 2011: Reis
- 2012: Kötü Yol
- 2014: Cinayet
- 2016: Familiya
- seit 2022: Yargı